# Železná Ruda
Železná Ruda ([ˈʒɛlɛznaː ˈruda], Wortbedeutung des tschechischen Namens: Eisenerz; deutscher Name: Markt Eisenstein) ist eine Stadt im Plzeňský kraj in Tschechien. Sie liegt im Böhmerwald, nahe der Grenze zu Bayern und des deutschen Orts Bayerisch Eisenstein. Die Stadt befindet sich im Biosphärenreservat Šumava und ist eines der sportlichen und touristischen Zentren des Böhmerwaldes.

## Geschichte
Unter Přemysl Otakar II. entstand im 13. Jahrhundert ein Handelsweg, der von der Donau in Niederbayern aus über Regen, Zwiesel und Strážov (Drosau) nach Klatovy (Klattau) durch das Künische Gebirge führte. Nachdem vor allem am Špičák (Spitzberg) Vorkommen von Eisenerz entdeckt worden waren, entstand zu Beginn des 16. Jahrhunderts im Tal des Großen Regen Železná Ruda als Ansiedlung von Bergleuten. Zu Beginn des 17. Jahrhunderts waren die Erzlagerstätten ausgebeutet, der Abbau von Eisenerz lohnte sich nicht mehr.
Der deutsche Name Markt Eisenstein entstammt einer Urkunde, in der das Marktrecht (deshalb Markt im Namen) verzeichnet war. Der zweite Namensbestandteil kommt von der Eisenhütte, die in der zweiten Hälfte des 16. Jahrhunderts hier entstand. Im 17. Jahrhundert wurde die Eisenhütte in eine Glashütte umgewandelt.
Im Jahr 1624, nach Beginn des Dreißigjährigen Krieges, erlangte der Inhaber der Herrschaft Železná Ruda/Eisenstein, Wolf Heinrich von Notthafft, die Erlaubnis, Glas zu produzieren und zu exportieren. Eisenstein erhielt das Marktrecht. Im Laufe der Zeit entstanden bis ins 19. Jahrhundert hinein in Železná Ruda und Umgebung zahlreiche Glashütten.
Durch den Anschluss an die Bahnlinie 1877 nahm in Eisenstein als neue Erwerbsquelle der Tourismus seinen Aufschwung. So eröffneten oberhalb des Ortes am Špičák 1881 das Hotels Prokop, welches vorher als Arbeiterwohnheim für den darunter liegenden Tunnel gedient hatte. 1890 wurde unweit davon das Hotel Rixi eröffnet. Dieses diente später als Erholungsheim für die tschech(-oslowak)ische Armee und wurde 2021 abgerissen.
Nach dem Ende des Ersten Weltkriegs kam es vom 21. bis 23. Juli 1919 durch Teile der Tschechoslowakischen Legionen – von Železná Ruda ausgehend – zum ersten militärischen Aufstand der neugegründeten Tschechoslowakei.
Aufgrund des Münchner Abkommens gehörte Markt Eisenstein von 1938 bis 1945 zum Landkreis Markt Eisenstein im Regierungsbezirk Niederbayern und Oberpfalz.
Bei der Volkszählung 1930 hatte der Ort 3365 Einwohner (davon 296 Tschechen = 9 %).
Nach dem Zweiten Weltkrieg wurde die deutschsprachige Bevölkerung von Markt Eisenstein vertrieben. Ihr Vermögen durch das Beneš-Dekret Nr. 108 konfisziert und die katholische Kirche enteignet.
Železná Ruda lag von 1948 bis 1989 im militärischen Sperrgebiet der ČSSR zur Bundesrepublik Deutschland.
Dies nutzte die tschechische Staatssicherheit um im Juni 1964 die Operation Neptun am Černé jezero (Schwarzer See) durchzuführen. Hierbei wurde gefälschtes belastendes Material aus der Zeit des Nationalsozialismus versteckt und „entdeckt“, um unter anderem die Verjährungsdebatte in der Bundesrepublik zu beeinflussen und etwaige Schuldige und Agenten zu verunsichern.
Ab dem 1. Juli 1969 wurde der Straßengrenzübergang wieder eröffnet. In dieser Zeit begann sich auch der Tourismus in der Region wieder zu beleben. Unter anderem auch durch den 1971 fertiggestellten Bau der Seilbahn auf den Pancíř. Dies war der erste Sessellift im Böhmerwald.
Durch die Samtene Revolution Ende 1989 und die Bildung des Nachfolgestaates kam es am 2. Juni 1991 zur visumfreien Grenzöffnung über den Bahnhof Bayerisch Eisenstein (Železná Ruda-Alžbětín) über Bayerisch Eisenstein nach Süddeutschland.
Am seit Jahrzehnten für Skisport genutzten Špičák, dem größten Gebiet hierfür im Böhmerwald wurde 2005 ein moderner Sessellift errichtet. Kurz darauf entstand 2007 der erste Bikepark der tschechischen Republik. Im Jahr 2027 wird der Ort die tschechische Winter-Kinder-und-Jugend-Olympiade austragen. Hierzu sollen über 50 Mio. CZK (ca. 2 Mio. €)

## Geografie
In Železná Ruda entspringt der Große Regen (Řezná) und fließt von den Hängen des Pancíř durch die Stadt zur Grenze. Unweit der Stadt liegen die Seen Černé (Schwarzer See) und Čertovo jezero (Teufelssee). Hier erhebt sich auch der 1202 m hohe Gipfel des Špičák (Spitzberg), unter dem der Spitzbergtunnel, nach dem Březenský-Tunnel zweitlängster Eisenbahntunnel (1747 m) Tschechiens, hindurchführt. An den Hängen des Špičáks befindet sich ein Skigebiet. Sechs Kilometer nördlich der Stadt erhebt sich der Berg Pancíř (Panzer), auf dem sich eine Bergbaude mit Aussichtsturm befindet.

## Ortsteile
Alžbětín (Elisenthal), Debrník (Deffernik), Hojsova Stráž (Eisenstraß), Pancíř (Panzer), Špičák (Spitzberg) und Železná Ruda (Eisenstein)

## Architektur

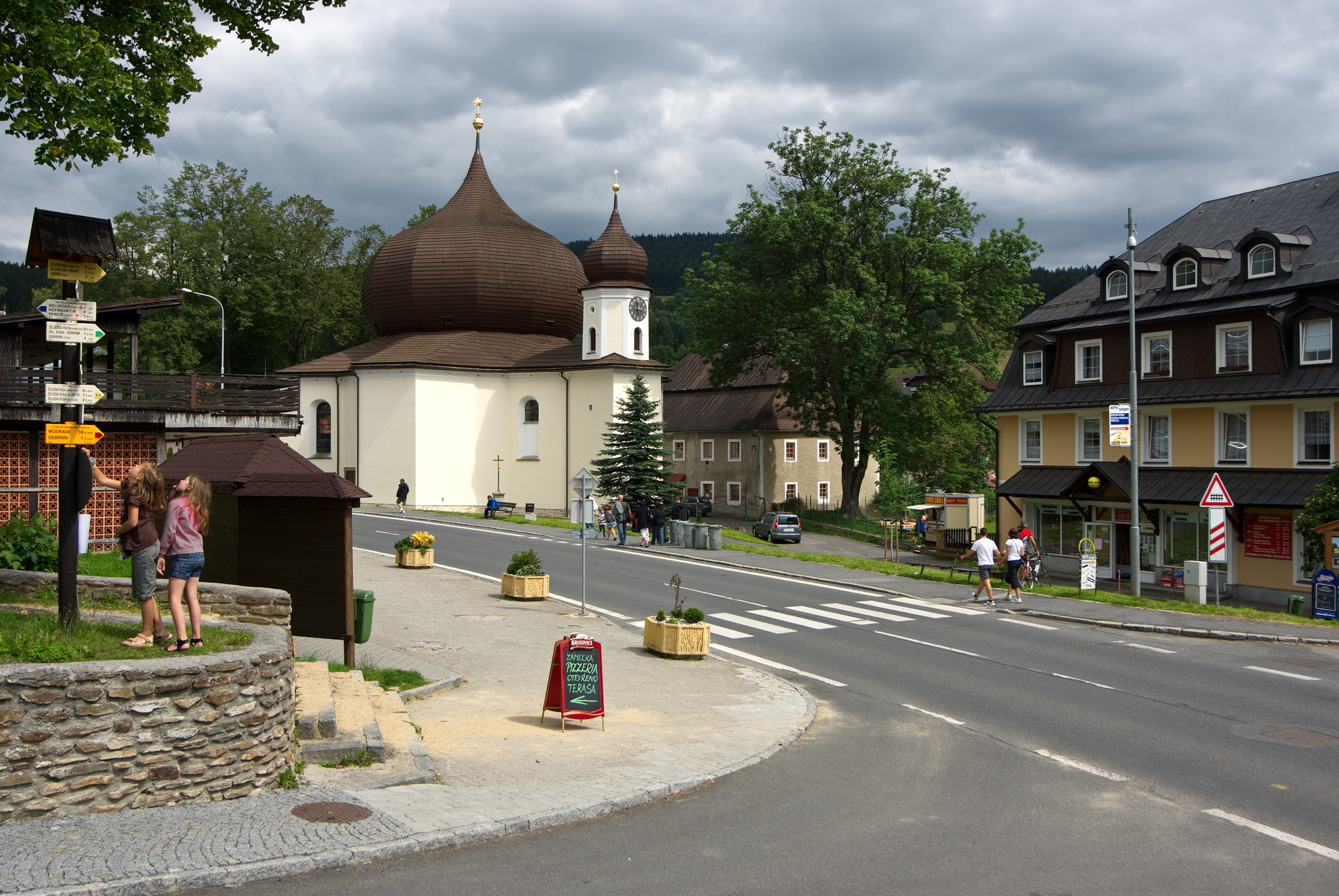
Pfarrkirche Mariä Hilf vom Stern mit Zwiebelkuppel und Zwiebelturm

Wahrzeichen des Ortes ist die barocke Pfarrkirche Mariä Hilf vom Stern mit zwölfseitiger Zwiebelkuppel (eine der größten weltweit) und Zwiebelturm. Sie wurde in den Jahren 1729–1733 unter dem Grafen Wolf Heinrich von Nothafft, dem damaligen Besitzer der hiesigen Herrschaft, errichtet. Den Grundriss der Kirche bildet ein Hexagramm. Der Glockenturm wurde erst 1777 erbaut, in seiner Formensprache mit der des ganzen Gebäudes korrespondierend. Im Zentrum des barocken Hochaltars steht eine 1854 gefertigte Kopie des Gnadenbildes Maria Hilf, dessen Original Lucas Cranach der Ältere für das Kapuzinerkloster in Innsbruck geschaffen hat, flankiert von vollplastisch in Lindenholz geschnitzten und gefassten überlebensgroßen Skulpturen der Nebenpatrone der Pfarrkirche, des heiligen Kaisers Heinrich II. zur einen Seite und dessen Gemahlin Kunigunde zur anderen Seite. Im Auszug des Altares befindet sich ein Bildnis der heiligen Dreifaltigkeit. Das Altarkreuz ist eine seltene Arbeit aus geschliffenem, graviertem Rubinglas aus dem Spätbarock, gefertigt in einer der hier einstmals zahlreichen Glashütten.

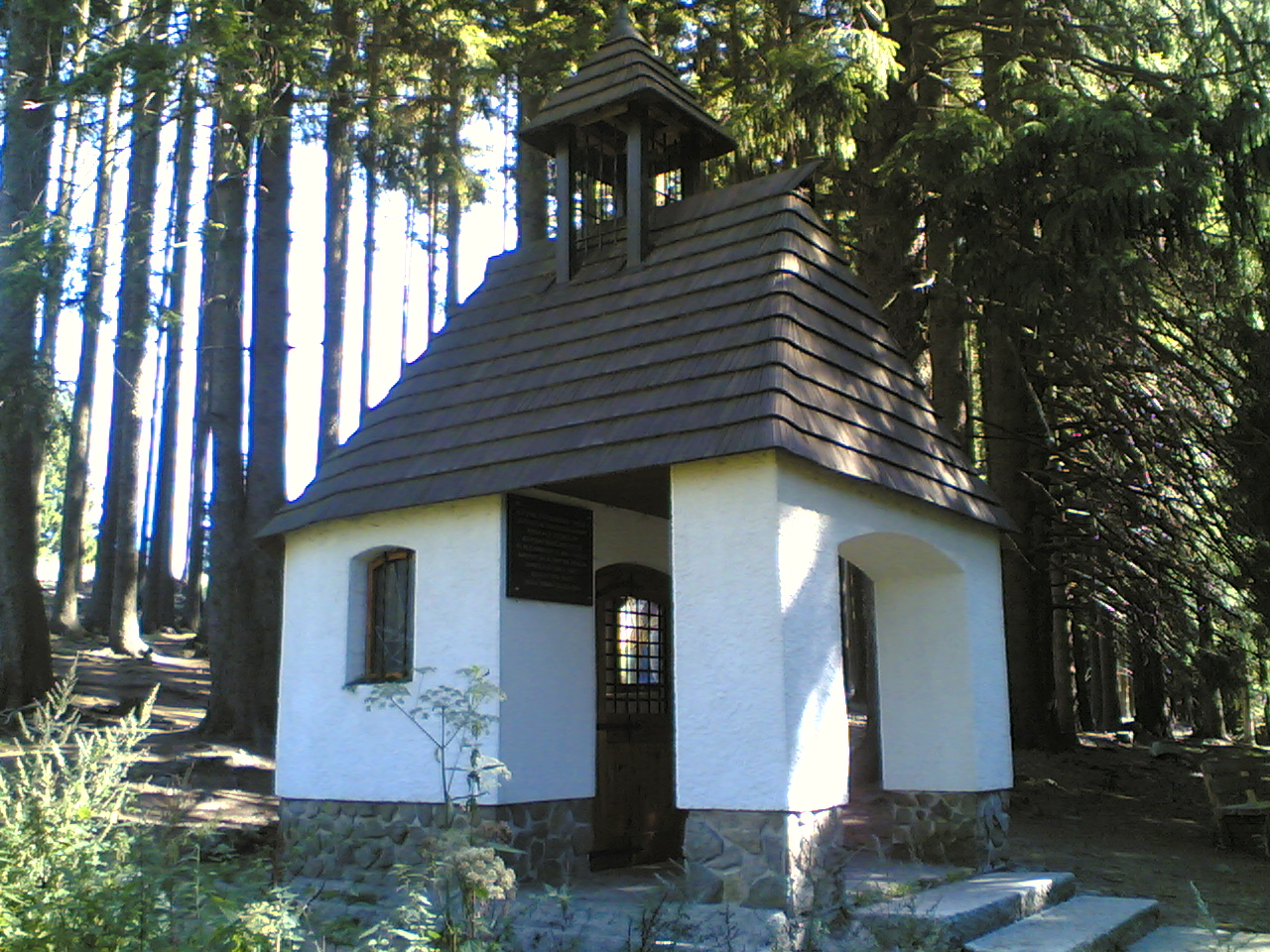
Waldkapelle der heiligen Anna

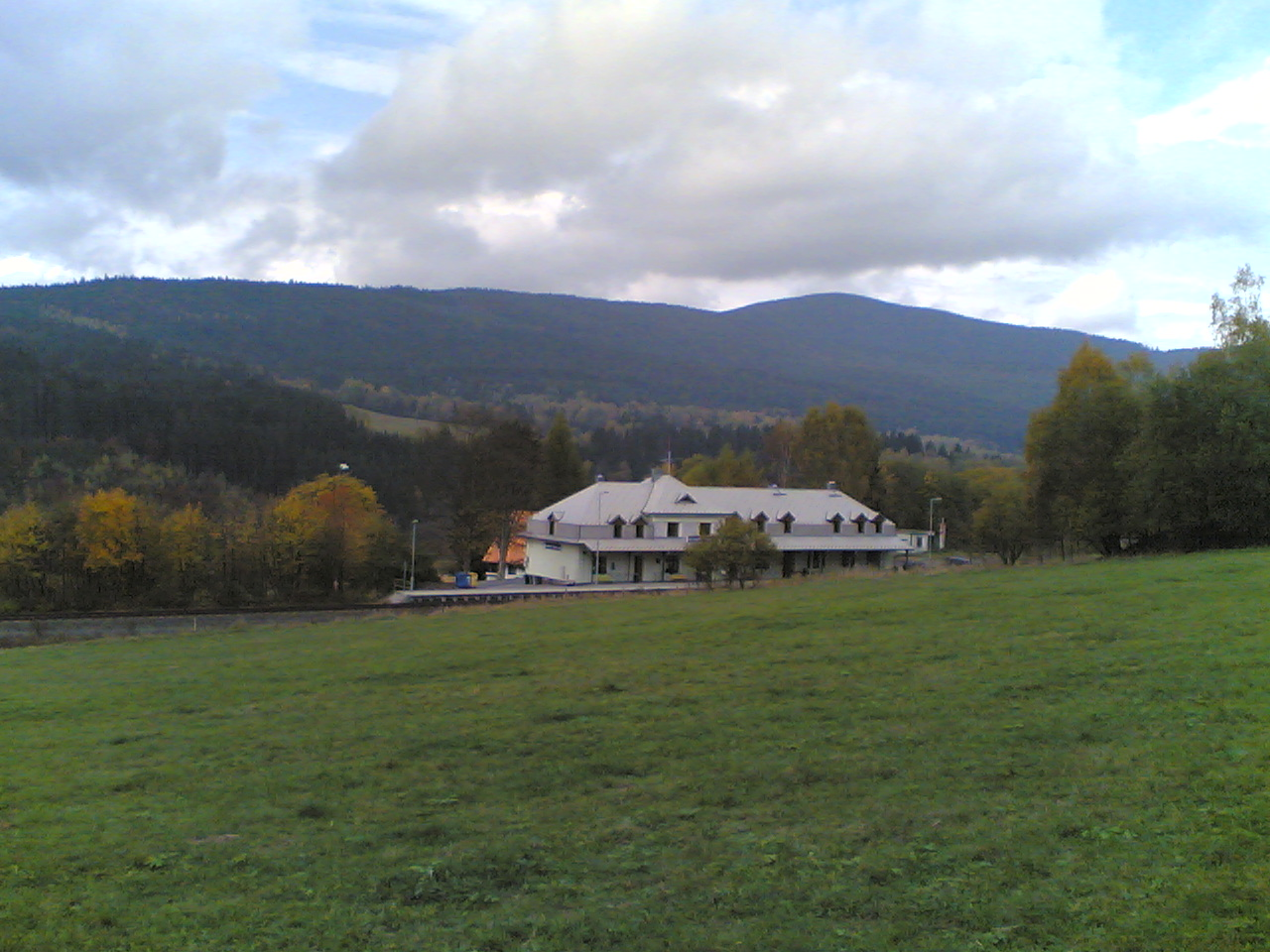
Der Haltepunkt Železná Ruda město (Eisenstein Stadt)

In der Stadt und im Umkreis gibt es noch einige Kapellen, wie z. B. von der hl. Barbara und der hl. Anna, sowie einen Kreuzweg.

## Kultur
In der Stadt befindet sich das Böhmerwaldmuseum (Muzeum Šumavy Železná Ruda), ein Umweltinformationszentrum und ein Museum für historische Motorräder.
Jährlich findet im August ein Volksfest statt.

## Gemeindepartnerschaft
- Aldeno,  Italien

## Verkehr

### Schienenverkehr
1877 erhielt Markt Eisenstein einen Bahnhof an der Strecke Pilsen–Eisenstein der Eisenbahn Pilsen–Priesen(–Komotau). Es gibt mit Železná Ruda-Alžbětín und Špičák zwei Bahnhöfe und mit Železná Ruda město, Železná Ruda centrum und Hojsova Stráž-Brčálník drei Haltestellen.
Ursprünglich als Fernverbindung zwischen Böhmen und Bayern geplant, dient die Strecke heute wegen ihrer schwierigen Topografie nur noch dem regionalen Verkehr. Die Züge verkehren heutzutage vom Grenzbahnhof durch den Ort bis Klatovy, Pilsen und teilweise bis Prag.

### Straßenverkehr
Durch den Ort führt in Nord-Süd-Richtung die Europastraße 53, die am Grenzübergang aus der deutschen Bundesstraße 11 in die tschechische Straße I. Klasse 27 übergeht und nach Pilsen führt. In Ost-West-Richtung durchquert die Straße II. Klasse 190 von Česká Kubice und Nýrsko nach Hartmanice den Ort auf einer gemeinsamen Streckenführung mit erstgenannter Straße.
Der Grenzübergang wurde 2022 von ca. 4.000 Fahrzeugen pro Tag benutzt.

## Wappen
Blasonierung: „Gespalten, vorne Grün, hinten fünfmal von Silber und Rot geteilt, belegt mit einem begrindeten zehnendigen goldenen Hirschgeweih.“